# Erto e Casso
Erto e Casso é uma comuna italiana da região do Friuli-Venezia Giulia, província de Pordenone, com cerca de 424 habitantes. Estende-se por uma área de 52 km², tendo uma densidade populacional de 8 hab/km². Faz fronteira com Castellavazzo (BL), Cimolais, Claut, Longarone (BL), Ospitale di Cadore (BL), Perarolo di Cadore (BL), Pieve d'Alpago (BL), Soverzene (BL).

## Demografia
| Variação demográfica do município entre 1861 e 2011                               |
|                                                                                   |
| Fonte: Istituto Nazionale di Statistica (ISTAT) - Elaboração gráfica da Wikipedia |